# Hans-Purrmann-Preis
Die Hans-Purrmann-Preise für Bildende Kunst sind Kunstpreise der Stadt Speyer, die in der Regel alle zwei Jahre (bis 2015 alle drei Jahre) vergeben werden. Der Förderpreis „Hans-Purrmann-Preis der Stadt Speyer“ wurde ein Jahr vor dem Tod des Künstlers Hans Purrmann anlässlich des 85. Geburtstags des Namensgebers vom Stadtrat gestiftet und 1966 erstmals ausgeschrieben. Seit 2012 wird mit dem „Großen Hans-Purrmann-Preis der Stadt Speyer“ ein weiterer Preis vergeben, der wie der Förderpreis seit 2017 von der Hans-Purrmann-Stiftung getragen wird.

## Großer Preis
Der Große Hans-Purrmann-Preis der Stadt Speyer ist mit einem Preisgeld von 20.000 Euro sowie einer eigenen Katalogpublikation dotiert und zählt damit zu den am höchsten ausgestatteten Kunstpreisen in Deutschland. Eine Selbstbewerbung nicht möglich, die Künstler werden von rund 50 renommierten Künstlern, Kuratoren und Kunstkritikern mit internationaler Erfahrung für den Wettbewerb vorgeschlagen.

## Förderpreis
Der Förderpreis „Hans-Purrmann-Preis der Stadt Speyer für Bildende Kunst“ soll, so der ausdrückliche Wunsch von Hans Purrmann, an förderungswürdige junge Künstler verliehen werden, die vergleichbar den Lebensstationen Hans Purrmanns (Geburt in der Pfalz, Lebens- und Arbeitsstationen in München, Berlin, Paris, Rom, Florenz, aber auch der Schweiz sowie dem Bodensee) einen europäischen Blick und Bezug, aber auch einen Bogen von europäischen Metropolen und ländlichen Räumen aufweisen. Jeder, der diese Bedingung erfüllt und das 35. Lebensjahr noch nicht überschritten hat, kann sich während der Ausschreibungsphase um den mit einem Preisgeld in Höhe von 6.000 € sowie einer eigenen Katalogpublikation dotierten Förderpreis bewerben.

## Verfahren
Für beide Preise findet ein zweistufiges Auswahlverfahren statt mit dem Ziel, je bis zu 8–10 Bewerber für die Ausstellung und das jeweilige Hauptauswahlverfahren einzuladen.
Die Entscheidung über die Ausstellungsbeteiligung und über die Vergabe der Preise trifft eine unabhängige Jury, die aus fünf Mitgliedern besteht (Gesamtjury). Neben drei renommierten und international angesehenen Künstlern sollen der Jury angehören (Vorschlag Stadt Speyer): gegebenenfalls ein früherer Purrmann-Preisträger und nach Möglichkeit ein Leiter eines Museums vorzugsweise aus Rheinland-Pfalz oder Baden-Württemberg.
Für beide Preise findet eine Vorauswahl statt, für deren Durchführung jeweils ein Teil der Gesamtjury verantwortlich ist. Geleitet wird diese Jury, wenn sie über den Förderpreis entscheidet, vom Oberbürgermeister der Stadt Speyer; wenn sie über den Großen Preis entscheidet, von einer durch den Stifter benannten Person.
Im Anschluss an die Preisvergabe findet regelmäßig im Kulturhof Flachsgasse eine Ausstellung mit den Arbeiten der Nominierten statt.

## Preisträger
- 1966: Michael Croissant, Martin Mayer
- 1969: Peter Schnatz
- 1972: Werner Brand, Klaus Heinrich Keller, Gernot Rumpf
- 1975: Lutz Wolf
- 1978: Otfried H. Culmann, Christiane Maether
- 1980: Bernd Kastenholz
- 1981: Thomas Duttenhoefer
- 1982: Paul in den Eicken
- 1984: Felizitas Mentel
- 1987: Thomas Kopp, Arnold Wühl
- 1990: Reinhard Ader
- 1993: Eberhard Bosslet
- 1996: Martin Liebscher
- 2000: Dieter Balzer
- 2003: Peter Rösel
- 2006: (es erfolgte keine Vergabe)
- 2009: Timea Anita Oravecz
- 2012: Dani Gal (Großer Preis), Nisrek Varhonja (Förderpreis)
- 2015: Loretta Fahrenholz (Großer Preis), Lukas Glinkowski (Förderpreis)
- 2017: Sabrina Fritsch (Großer Preis), Catherine Biocca und Steffen Kern (Förderpreise)[2]
- 2019: Kristina Buch (Großer Preis), Ugur Ulusoy (Förderpreis)[3]
- 2021: Jan Paul Evers (Großer Preis), Alina Grasmann und Philipp Valenta (Förderpreis)
- 2023: Yalda Afsah (Großer Preis), Catherine Sanke (Förderpreis)
- 2025: Sophie Thun (Großer Preis), Elizaveta Ostapenko (Förderpreis)[4]